# استورا انسو

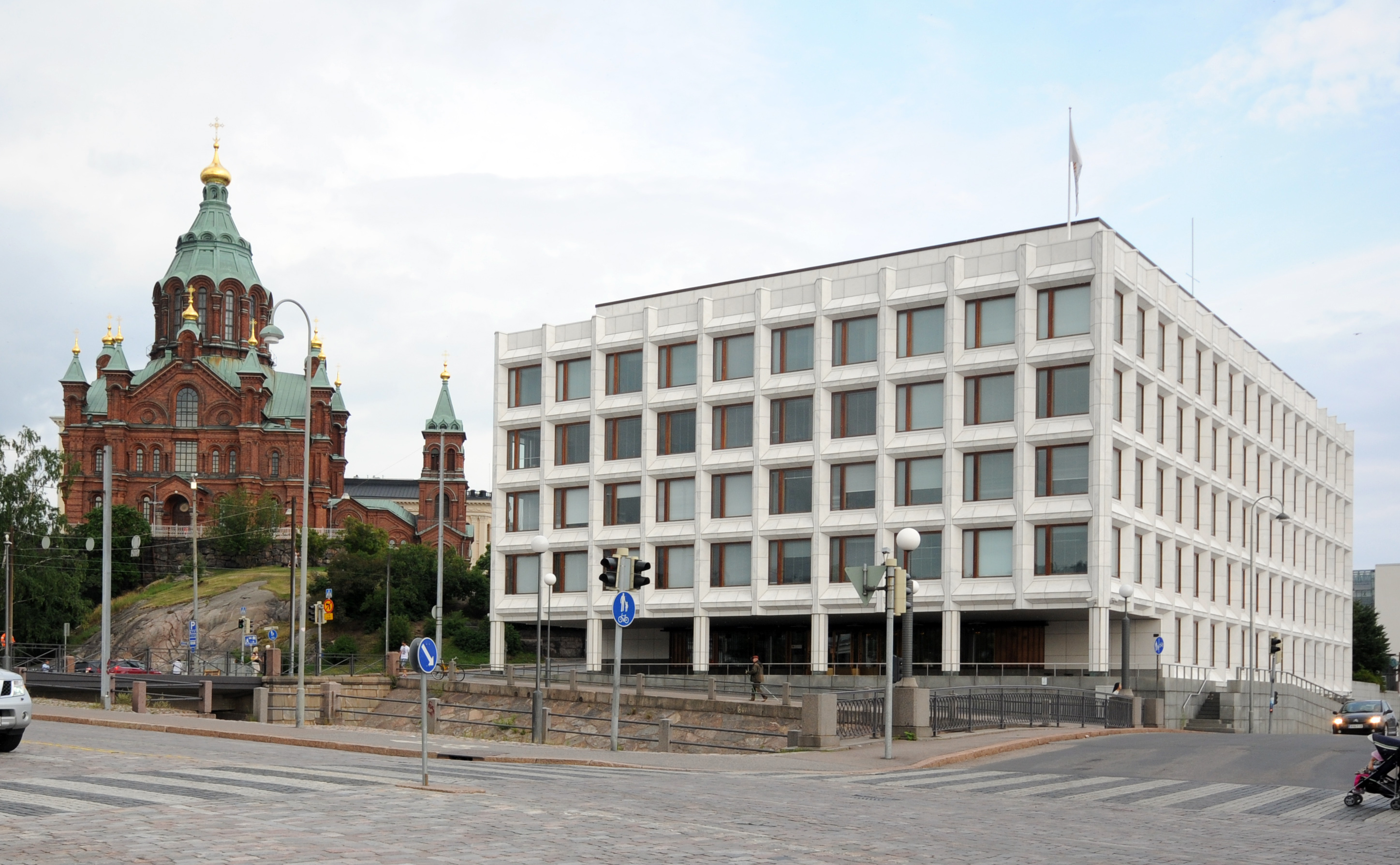
ساختمان مرکزی استورا انسو، در هلسینکی

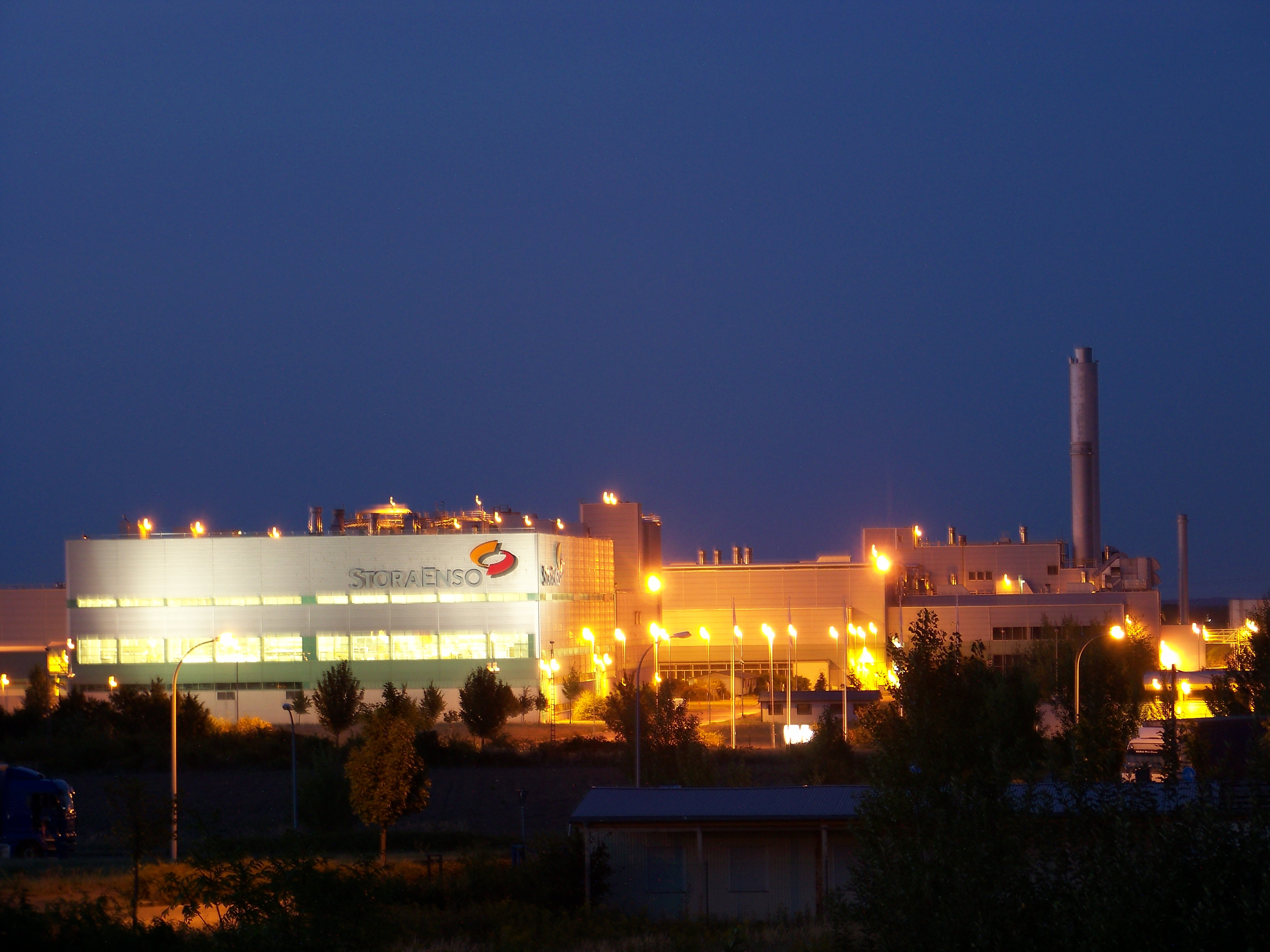
کارخانه بازیافت کاغذ در منطقه صنعتی شانزبرگ، ایلنبرگ

استورا انسو (به فنلاندی: Stora Enso) شرکت کاغذسازی، خدمات بسته‌بندی و محصولات چوبی فنلاندی است، که در سال ۱۹۹۸ در پی ادغام شرکت سوئدی استورا آبه و شرکت فنلاندی انسو-گوتزیت تشکیل شد. شرکت استورا انسو از سال ۲۰۰۵ به‌عنوان پنجمین تولیدکننده کاغذ در جهان شناخته می‌شود.
پیشینه تأسیس شرکت انسو به سال ۱۳۴۷ میلادی بازمی‌گردد. این شرکت فنلاندی در زمینه جنگل‌داری و تولید محصولات چوبی فعالیت می‌کرد و یکی از قدیمی‌ترین شرکت‌های ثبت شده جهان به‌شمار می‌آید. همتای سوئدی آن؛ استورا آبه نیز در سال ۱۸۶۲ راه‌اندازی شده‌است.
هم‌اکنون شمار کارکنان شرکت استورا انسو بیش از ۲۹ هزار نفر می‌باشد. دفتر مرکزی آن در شهر هلسینکی، فنلاند قرار دارد. بزرگترین سهامدار شرکت استورا انسو، دولت فنلاند و دومین سهامدار عمده آن خانواده والنبرگ می‌باشند.